# المخدوم أشرف السمناني
أشرف جهانغير (بالأردية: اشرف جہانگیر سمنانی) هو أوحد الدين بن إبراهيم السمناني ، معروف أيضاً بغوث العالم وتارك السلطنة ، صوفي هندي ذو الأصول الإيرانية ، ولد في سمنان بين السنوات 709 هـ - 712 هـ / 1309 - 1312م.
وكان أبوه إبراهيم حاكماً على سمنان، وأمه خديجة بيكم من ذرية الخواجه أحمد اليسوي قد حفظ القرآن بسبع قراءات و هو في السابعة، وانبرى حتى الرابعة عشرة لدراسة العلوم المتداولة في عصره، و في الخامسة عشرة خلف أباه على إمارة سمنان بعد وفاته.

## حياته
خلال حكمه كان أشرف يبدي رغبة في السلوك في العوالم الروحيـة ومطالعـة كتب التصـوف ويجـالس مشايـخ الصوفيـة ويحاورهم وقد حكم عشر سنوات، وإثر رؤيا رآها وهو في الخامسة والعشرين، اتجه نحو الحياة الصوفية والعرفان. وأسند الحكم لأخيه سلطان محمد، وتوجه إلى الهند. ورافقه إلى عدة منازل الشيخ علاء‌الدولة السمناني الذي كان من أقاربه.
وعن طريق بخارى وسمرقند ذهب أشرف إلى مدينة أوج، وهناك التقى بجلال‌ الدين حسين البخاري المعـروف بمخـدوم جهانيـان جهانغشت المتوفى 775 هـ / 1383م. وقد استقبله جلال‌ الدين بحفاوة وودّ. ومن هناك توجه إلى بندوه إحـدى مدن البنغـال والتقى بعلاء الدين عمر بن أسعد البنغالي المتوفى 800 هـ / 1398م، وأصبح مريداً له. ولمدة ۱۲ سنة اجتاز طريق السلوك الصوفي لدى علاء‌الدين وأخذ منه لقب جهانغير. وقد قام علاء‌ الدين بتكليف أشرف بمهمة الإرشاد في جونفور، فذهب إليها من البنغال. وبعد فترة من المكوث في ظفر آباد اختار منطقة تدعى بهدوند التي تسمى اليوم رسول‌ فور كشوشه للإقامة فيها. وبعد فترة عاد أشرف جهانغير إلى السفر و التنقل، فتجول لثلاثين سنة في الهند و البلدان المجاورة. و ربما كان السبب في رحلاته الكثيرة هو أنه كان يرى أن مَن رأى مشايخ كثراً له الأفضلية على مَن رأى القليل منهم، كما قال عن نفسه: «إن هذا الفقير نال النعمة من 114 شيخاً، و تحدث إلى كل واحد من أفراد هذه الطائفة ممن سمع بهم القاصي و الداني، ورأى من أبصار و بصائر لقائهم...» . و قـد سافـر إلـى بـلاد مـا وراء‌ النهر و فارس و العـراق والروم والشام و فلسطين و تركستان، و التقى بمشايخ مثل الإمام عبدالله اليافعي والشيخ قثم و خليل أتا و بهاء‌ الدين النقشبندي والسيد علي الهمداني و كبير‌ الدين نجل فخر‌ الدين العراقي، و نجل سلطان ولد. و قد وردت أخبار هذه اللقاءات في لطائف أشرفي. و استناداً إلى رواية، فإن أشرف جهانغير عندما وصل إلى شيراز التقى حافظاً أيضاً و كان له معه حديث لفترة. برغم أن أشرف جهانغير استفاد روحياً من مشايخ طرق عديدة، لكنه كان يعدّ نفسه خريج الطريقة الجشتية. ذكر اليمني أن تاريخ وفاة أشرف جهانغير هو 28 محرم 798 هـ / 10 تشرين الثاني 1395م . لكن مع الأخذ بنظر الاعتبار أن خليفته عبد‌ الرزاق نور العين حكم لمدة 40 سنة، و توفي في 848 ه‍ / 1444م، فينبغي أن تكون وفاته قد حدثت في حوالي 808 ه‍ / 1405م، كما حدث عندما ذكرت بعض المصادر الأخرى أيضاً 27، أو 28 محرم 808 تاريخاً لوفاته ؛ لكن وحيد أشرف يرى أن وفاته حدثت بين السنوات 829 - 832 هـ. وقـد وورد أشـرف جهانغيـر الثـرى في نفس قريـة كشوشه ، و أصبح مرقده مزاراً . و من خلفاء جهانغير، ورد ذكر شمس‌الدين الأودهي، وكبير العباسي، و عثمان بن خضر ، لكن أهمهم هو عبدالرزاق نور العين البغدادي الذي حلّ محله .

## آثاره
كتب السيد عبدالرزاق نور العين بعبارات بالغ فيها يقول: «ليس من المعلوم أن يكون قد صدر على مدى الدهر، من أي عالِمٍ...، هذا القدر من التصانيف العجيبة و المؤلفات الغربية، الذي أنتجه سيادةُ القدوة الكبرى». والمتوفر الآن أسماء 30 أثراً من آثاره ، الموجود من بينها مجموعة مكاتبات وعدة رسائل فقط. وكما يستفاد من لطائف أشرفي ، فقد كان للسيد أشرف عدة آثار مستقلة منها:
- رسائل بشارة الإخوان،
- إرشاد الإخوان،
- فوائد الأشرف،
- أشرف الفوائد،
- رسالة في بحث وحدة الوجود،
- والرسالة الغوثية. وفي خاتمة لطائف وردت رسائل:
- حجت الذاكرين المعروفة بـ «نصيحـت نامه»،
- «بشارت المريدين»،
- وكذلك «الرسالة القبربة».

وفضلاً عما ذُكر، ينبغي الحديث عن رسالتيه في اصطلاحات أيضاً. يقول أشرف إنه ذهب في الصالحية بدمشق إلى كبير الدين نجل فخر الدين العراقي وجمع الشروح التي كان قد بيّنها في تفسير المثنوي حول مصطلحات الصوفية. وهذه المجموعة موجودة في لطائف أشرفي تحت عنوان «اصطلاح‌ نامۀ مختصر تصوف». وإضافة إلى ذلك، فإنه توجد مجموعة مصطلحات أخرى أيضاً في اللطائف، استناداً إلى اليمني، فإن عبدالرزاق الكاشاني سمعها من ابن‌ عربي وإن أشرف قد أخذها عنه وأملاها على اليمني. ويتطابق شرح بعض مصطلحات هذه المجموعة مع ما يشاهد في اصطلاحات الصوفية المنسوب لابن‌ عربي (القاهرة، عالم الفكر)، لكن هذا الشرح يتطابق بشكل أكبر مع اصطلاحات الصوفية لعبد‌ الرزاق الكاشاني.
وفيما عدا هذه الآثار، يوجد كتابان أيضاً على صلة بأشرف جهانغير، أحدهما لطائف أشرفي الذي يضم أحاديثه وترجمة حياته ومقاماته و كراماته، الذي جمعه أحد مريديه المدعو نظام‌ الدين غريب اليمني سنة 787 هـ ، والآخر مكتوبات أشرفي الذي يتضمن رسائل أشرف جهانغير إلى الأمراء وكبار الشخصيات في عصره، الذي جمعه عبدالرزاق نور العين الحسني الحسيني السمناني.
لكن هناك نقاشاً بشأن أصالة هذين الأثرين و بشكل خاص لطائف أشرفي: عدّهما ركن‌ الدين همايون فرخ مختلقين، بل إنه أنكر حتى وجود أشرف ، ورأى أن الكتابين من صنع عبدالرزاق الحسني الحسيني ويعودان للقرن العاشر الهجري. ويزعم هذا الكاتب أنه اختلق شخصية ليس لها وجود في الواقع وجعل نفسه خليفةً لها، ونسب إليه آثاراً كهذه لينال هو شأناً ومقاماً. كمـا وصف پرويز ناتل خانلري الكتابين بالمختلقيـن ؛ ودحض محمود عابدي أيضاً أصالة لطائف أشرفي وعدّه من صنع مريدين غير مخلصين جمعوا معلومات في القرن العاشر الهجري وصنعوا منها هذا الكتاب. و بإزاء ذلك، كتب نذير أحمد لإثبات أصالة لطائف أشرفي ومكتوبات أشرفي، وحاول إزالة هذه الشكوك .
ومن الأسباب الرئيسة للتشكيك في أصالة هذا الكتاب، مـواضع التشابه، بل تطابق بعض الموضوعات بين لطائف أشرفي ونفحات الأنس للجامي، والأخطاء والمعلومات المغلوطة حول الحافظ الشيرازي التي وجدت طريقها إلى هذا الكتاب. ولاشك في أن قسماً كبيراً من هذا الكتاب نُقل بحذافيره من نفحات الأنس للجامي، ولما كانت تلاحظ فيه موضوعات جمة تتعلق بالفترات التالية [لعصر أشرف جهانگير]، فربما أمكن القول إن أصل الكتاب كان مؤلَّفاً مختصراً، أضاف إليه شخص، أو أشخاص آخرون موضوعات في الفترات اللاحقة.
ومع الأخذ بنظر الاعتبار وجود مرقد أشرف جهانگير في كشوشه، وأن أشخاصاً معروفين من أسرته يعيشون في شتى مناطق الهند في زماننا ، لا يمكن التشكيك في وجود أشرف والسلالة الأشرفية، و وصف الأقوال المنسوبة إليه بأنها مختلقة بأسرها.